# Przemysł olejarski
Przemysł olejarski – działalność przemysłowa związana z wytwarzaniem oraz przetwarzaniem oleju z materiałów roślinnych i zwierzęcych dla celów spożywczych, ale także w postaci produktów ubocznych dla innych celów (m.in. środki piorące). Do XIX wieku produkowano nierafinowane oleje w olejarniach. Proces rafinacji zachodzący w rafineriach oleju obejmuje m.in. odkwaszanie, odwanianie oraz wymrażanie olejów. Powiązana dziedzina naukowa to oleochemia.
W latach 90. w Polsce siedem zakładów przerabiało dziennie ok. 900 tysięcy ton surowca.